# Емилия Джингарова
Емилия Димитрова Джингарова е българска шахматистка, гросмайстор при жените. Състезателка е на СШК Локомотив Пловдив.

## Кариера
Джингарова е една от най-добрите български шахматистки, национална състезателка и многократна участничка в олимпиади и европейски отборни и индивидуални първенства. Притежава сериозна шахматна сила, което не и пречи да радва всички с приятния си характер. 
През 1990 г. печели надпреварата при момичетата до 12 години на турнира „Морско конче“ във Варна.
През 2006 г. става шампионка по ускорен шахмат на България.